# Загублені (сезон 2)
Другий сезон телесеріалу «Загублені» вийшов в ефір 21 вересня 2005 року в США та Канаді. Сезон налічував 24 серій та закінчився 24 травня 2006 року. Другий сезон продовжить історію про уцілілих із рейсу 815 Oceanic Airlines, що зазнав, 44 дня тому, авіакатастрофи на невідомому острові в південній частині Тихого океану. Продюсери заявили, що цей сезон більше зосередиться на історії навколо науково-дослідницької станції DHARMA Initiative 1970-х років, яку знайшли уцілілі та називають її «люком».
Другий сезон транслювався на американському телеканалі ABC щосереди о 21:00. Додатково було показано три кліп-шоу (40 хвилин кожний), які коротко переказували попередні події серіалу: «Destination Lost» укр. «Місце призначення: Загублені» вийшов перед прем'єрою 21 вересня 2005 року; «Lost: Revelation» укр. «Загублені: Одкровення» — перед 10-ю серією, 11 січня 2006 року; «Lost: Reckoning» укр. «Загублені: Розплата» — перед 20-ю серією, 26 квітня 2006 року.
5 вересня 2006 року компанія Buena Vista Home Entertainment випустила сезон на семи DVD під назвою «Lost: The Complete Second Season» (укр. «Загублені: Другий сезон»).

## Виробництво
Сезон спродюсований компаніями Touchstone Television (тепер ABC Studios), Bad Robot Productions та Grass Skirt Productions. Уперше транслювався на американському телеканалі ABC. Над серіалом працювали: творець серіалу Джефрі Дж. Абрамс, со-продюсери Демон Лінделоф, Браян Берк, Джек Бендер та Карлтон К'юз; со-виконавчий продюсер Стівен Маеда, супервайзові продюсери Хав'єр Грільо-Марксуач, Едвард Кітсіс та Адам Головіц, Леонард Дік, Джеф Лоеб, Крейг Врайт, продюсери Елізабет Сарнофф та Крістіна М. Кім, постійний директор Бендер, продюсер Стівен Вільямс, оператори Паул Едвардс та Ерік Ланювілль. Над сюжетом працювали Лінделоф та К'юз. Також Абрамс, Лінделоф і К'юз були шоуранерами.

## У ролях
У другому сезоні 15 головних ролей сезону (12 із першого сезону).

| Актор                      | Роль                | Примітки                                                                           |
| -------------------------- | ------------------- | ---------------------------------------------------------------------------------- |
| Метью Фокс                 | Джек Шепард         | лідер групи уцілілих, нейрохірург                                                  |
| Террі О'Куїнн              | Джон Локк           | інтелектуал, «людина віри»                                                         |
| Джош Голловей              | Джеймс «Сойер» Форд | шахрай                                                                             |
| Еванджелін Ліллі           | Кейт Остін          | утікачка                                                                           |
| Невін Ендрюс               | Саїд Джарра         | іранський республіканець                                                           |
| Хорхе Гарсія               | Х'юго «Херлі» Реєс  | переможець проклятої лотереї                                                       |
| Мішель Родрігес            | Ана-Люсія Кортес    | колишній офіцер поліції, лідер уцілілих хвостової частини літака                   |
| Юнджин Кім                 | Сан Хва Квон        | дочка відомого корейського бізнесмена містера Пайка, дружина Джина                 |
| Даніель Де Кім             | Джин Су Квон        | працює на містера Пайка як угода за весілля зі Сан                                 |
| Домінік Монаган            | Чарлі Пейс          | наркоман та колишня рок-зірка                                                      |
| Сінтія Вотрос              | Елізабет Сміт       | психолог, одна з уцілілих хвостової частини літака                                 |
| Адевале Акінноуойе-Агбадже | Містер Еко          | колишній наркобарон, що став священником, один з уцілілих хвостової частини літака |
| Емілі де Рейвін            | Клер Літтлтон       | молода мати                                                                        |
| Гарольд Перріно            | Майкл Доусон        | будівельник, батько Келлі                                                          |
| Меггі Грейс                | Шеннон Разерфорд    | колишня вчителька, зведена сестра Буна                                             |

Малькольм Девід Келлі у ролі Волтера Ллойда, з'являвся лише разом зі своїм батьком Майклом. Єн Сомерхолдер, що грав головного героя першого сезону Бана Карлайла, виступив як запрошений гість.
Другорядні голі виконують: Майкл Емерсон як Бен Лайнус, Лаверн Скотт Колдвелл як Роуз Недлер та Сем Андерсон як її чоловік Бернард Недлер, Міра Фурлан як Даніель Руссо, Кімберлі Джозеф як Сінді, Генрі Єн К'юсик як людина з бункеру Дезмонд Г'юм, Майк Коннор Гейні як Том Френдлі, Таня Реймонд як Алекс Руссо, Джон Террі як Крістіан Шепард, Франсуа Шо як П'єр Чан, Кленсі Браун як Келвін Джо Інман, Кеті Сагал як Хелен Норвуд.

## Сприйняття
Другий сезон був номінований на дев'ять премій «Еммі», але нічого не виграв. Номіновані були Карлтон К'юз та Деймон Лінделоф за «Найкращий сценарій драматичного серіалу» («The 23rd Psalm»); Джек Бендер за «Найкращу режисуру драматичного серіалу» («Live Together, Die Alone»); Генрі Єн К'юсик за «Найкращий запрошений актор драматичного серіалу»; Майкл Бонвілліан за «Найкраще кіноматографічне однокамерну знімання серіалу» («Man of Science, Man of Faith»). Також серіал був номінований за «Найкращий однокамерний відеомонтаж у серіалі», «Найкращий кастинг для драматичного серіалу», «Найкраще однокамерне мікшування звука для серіалу» та «Найкращі візуальні ефекти для серіалу».
Сезон також був номінований на три премії «Золотий глобус»: Метью Фокс як найкращий актор драма-серіалу; Невін Ендрюс як найкращий другорядний актор драма-серіалу; найкращий драма-серіал, вигравши цю премію.
У перший тиждень DVD очолив рейтинг за кількістю проданих копій, а першого ж дня було розкуплено 500 тисяч екземплярів. Прем'єра сезону досягла рекордних для серіалу рейтингів у 22,47 млн американських глядачів. У середньому серіал зібрав близько 18,91 млн американських глядачів.

## Список серій
| № серії (загалом) | № серії (в сезоні) | Назва серії                                               | Режисер(и)     | Сценарист(и)                        | Головні персонажі | Оригінальна дата показу | Дата показу в Україні | Глядачів (млн) |
| --- | ------------------ | --------------------------------------------------------- | -------------- | ----------------------------------- | ----------------- | ----------------------- | --------------------- | -------------- |
| 26 | 1                  | «Man of Science, Man of Faith» «Людина науки,людина віри» | Джек Бендер    | Деймон Лінделоф                     | Джек Шепард       | 21 вересня 2005         | невідомо              | 23,47          |
| Після того, як Джек, Кейт і Джон проникли в бункер, виявилося, що там живе людина, яка протягом кількох років вводила в комп'ютер станції цифровий код. Джек згадував свою першу зустріч з Сарою.                                                                |                    |                                                           |                |                                     |                   |                         |                       |                |
| 27 | 2                  | «Adrift»                                                  | Стівен Вільямс | Леонар Дік                          | Майкл Доусон      | 28 вересня 2005         | невідомо              | 23,17          |
| Майкл і поранений Соєр пливли на уламках плоту в повному небезпек океані. Майкл згадував свій розрив зі Сьюзен і, як передав їй батьківські права на Волта. |                    |                                                           |                |                                     |                   |                         |                       |                |
| 28 | 3                  | «Orientation»                                             | Джей Бендер    | Крег Райт                           | Джон Локк         | 5 жовтня 2005           | невідомо              | 22,38          |
| Джек і Джон дізналися про призначення бункера. Майкл, Соєр і Джин потрапили в полон до острів'ян, яких вони помилково вважали Інакшими. Джон згадував свої відносини з Хелен.                                                                                    |                    |                                                           |                |                                     |                   |                         |                       |                |
| 29 | 4                  | «Everybody Hates Hugo»                                    | Алан Тейлор    | Адам Хорвіц                         | Х'юго Реєс        | 12 жовтня 2005          | невідомо              | 21,66          |
| Майкл, Соєр і Джин зрозуміли, що полонивші їх люди — це уцілілі з хвостової частини літака. Херлі згадував, як виграв в лотерею. |                    |                                                           |                |                                     |                   |                         |                       |                |
| 30 | 5                  | «And Found»                                               | Стівен Вільямс | Деймон Лінделоф                     | Сан Хва Квон      | 19 жовтня 2005          | невідомо              | 21,38          |
| Джин і містер Еко вирушили на пошуки Майкла, який пішов у ліс за сином. Сун, переживаючи за чоловіка, втратила, але потім знайшла обручку. Сун і Джин згадували свою першу зустріч.                                                                              |                    |                                                           |                |                                     |                   |                         |                       |                |
| 31 | 6                  | «Abandoned»                                               | Адам Девідсон  | Елізабет Сарноф                     | Шеннон Разерфорд  | 9 листопада 2005        | невідомо              | 20,01          |
| Шеннон, у якої розпочався роман з Саїдом, пішла шукати Волта в джунглях, де її випадково застрелила Ана-Люсія. Також вона згадувала про смерть батька. |                    |                                                           |                |                                     |                   |                         |                       |                |
| 32 | 7                  | «The Other 48 Days»                                       | Ерік Ланевіль  | Деймон Лінделоф                     | Ана-Люсія Кортес  | 16 листопада 2005       | невідомо              | 21,87          |
| У серії показані події, що трапилися за 48 днів з моменту катастрофи уцілілих пасажирів з хвостової частини літака. |                    |                                                           |                |                                     |                   |                         |                       |                |
| 33 | 8                  | «Collision»                                               | Стівен Вільямс | Леонард Дік                         | Ана-Люсія Кортес  | 23 листопада 2005       | невідомо              | 19,29          |
| Ана-Люсія зв'язала Саїда, побоюючись, що в пориві ненависті він уб'є її, щоб помститися за загибель Шеннон. Також вона згадувала часи, коли служила в поліції.                                                                                                   |                    |                                                           |                |                                     |                   |                         |                       |                |
| 34 | 9                  | «What Kate Did»                                           | Пол Едвардс    | Стівен Маеда                        | Кейт Остін        | 30 листопада 2005       | невідомо              | 21,54          |
| Поки Кейт доглядала за пораненим Соєром, їй здалося, що вона божеволіє. Джону і містеру Еко відкрилася чергова таємниця бункера. Майкл побачив на екрані комп'ютера загадкове послання. Кейт згадувала скоєний нею злочин.                                       |                    |                                                           |                |                                     |                   |                         |                       |                |
| 35 | 10                 | «The 23rd Psalm»                                          | Мет Ерл Біслі  | Деймон Лінделоф                     | Містер Еко        | 11 січня 2006           | невідомо              | 20,56          |
| Містер Еко зажадав, щоб Чарлі відвів його до літака наркоторговців. Клер, дізнавшись про наркозалежності Чарлі, перестала йому довіряти. Еко згадував часи, коли був наркоторговцем в Нігерії.                                                                   |                    |                                                           |                |                                     |                   |                         |                       |                |
| 36 | 11                 | «The Hunting Party»                                       | Стівен Вільямс | Елізабет Сарноф                     | Джек Шепард       | 18 січня 2006           | невідомо              | 19,13          |
| Майкл пішов з табору на пошуки Волта. Джек, Джон і Соєр наздогнали його і зіткнулися в джунглях з Інакшими. Джек згадував пацієнта, якого не зміг вилікувати. |                    |                                                           |                |                                     |                   |                         |                       |                |
| 37 | 12                 | «Fire + Water»                                            | Джек Бендер    | Адам Хоровіц                        | Чарлі Пейс        | 25 січня 2006           | невідомо              | 19,05          |
| Чарлі наснилось бачення, яке вселило у ньому впевненість, що Аарона необхідно охрестити, щоб захистити малюка від небезпеки. Також він згадував часи, коли його група була на піку популярності, а брат страждав від наркозалежності.                            |                    |                                                           |                |                                     |                   |                         |                       |                |
| 38 | 13                 | «The Long Con»                                            | Локсар Доусон  | Леонард Дік                         | Джеймс Форд       | 8 лютого 2006           | невідомо              | 18,74          |
| Після нападу на Сун між уцілілими почалися суперечки за право носити зброю. Соєр згадував велику аферу, яку він провернув з кохавшой його жінкою. |                    |                                                           |                |                                     |                   |                         |                       |                |
| 39 | 14                 | «One of Them»                                             | Стівен Вільямс | Деймон Лінделоф                     | Саїд Джарра       | 15 лютого 2006          | невідомо              | 18,20          |
| Руссо повела Саїда в ліс, де в пастку потрапив чоловік, на її думку — один з Інакших. За пропозицією Джона, Саїд спробував вибити з бранця інформацію, про те, хто він насправді. Саїд згадував події, що трапилися з ним під час війни в Перській затоці.       |                    |                                                           |                |                                     |                   |                         |                       |                |
| 40 | 15                 | «Maternity Leave»                                         | Джек Бендер    | Доун Ламбертс Келлі, Метт Раггьянті | Клер Літтлтон     | 1 березня 2006          | невідомо              | 16,43          |
| Коли Аарон захворів Клер, щоб принести вакцину, разом з Кейт і Руссо пішла в ліс на пошуки бункера, де Інакші тримали її в полоні. Джек і Джон не дійшли спільної думки, що робити з Генрі Гейлом. Клер згадувала події, які відбулися з нею після викрадення.   |                    |                                                           |                |                                     |                   |                         |                       |                |
| 41 | 16                 | «The Whole Truth»                                         | Карен Гавіола  | Елізабет Сарноф                     | Сан Хва Квон      | 22 березня 2006         | невідомо              | 15,30          |
| Сун запідозрила, що вагітна. Локк запропонував Ані-Люсії допитати Генрі Гейла. Саїд і Чарлі пішли в джунглі шукати повітряну кулю. Сун згадувала, як разом з Джином відвідувала лікаря, щоб дізнатися, хто з них безплідний.                                     |                    |                                                           |                |                                     |                   |                         |                       |                |
| 42 | 17                 | «Lockdown»                                                | Стівен Вільямс | Деймон Лінделоф                     | Джон Локк         | 29 березня 2006         | невідомо              | 16,21          |
| Після того, як Джон не встиг ввести код, включилася аварійна тривога, і на дверях з'явилася карта розташованих на острові бункерів. Ана-Люсія, Саїд і Чарлі знайшли повітряну кулю Генрі Гейла. Локк згадував, як батько вдруге звернувся до нього за допомогою. |                    |                                                           |                |                                     |                   |                         |                       |                |
| 43 | 18                 | «Dave»                                                    | Джек Бендер    | Адам Хоровіц                        | Х'юго Реєс        | 5 квітня 2006           | невідомо              | 16,38          |
| Між Ліббі і Херлі зав'язалася дружба. Генрі Гейл розповів Джону щось, що змусило його засумніватися у важливості бункера. Херлі згадував своє перебування в психіатричній лікарні і свого вигаданого друга.                                                      |                    |                                                           |                |                                     |                   |                         |                       |                |
| 44 | 19                 | «S.O.S.»                                                  | Ерік Ланевіль  | Леонард Дік                         | Роуз              | 12 квітня 2006          | невідомо              | 15,68          |
| Бернард вирішив викласти з камнів слово S.O.S. на березі. Між Джеком і Кейт знову пробігла романтична іскра. Віра Джона в силу острова продовжувала згасати. Роуз і Бернард згадували їх першу зустріч і медовий місяць в Австралії.                             |                    |                                                           |                |                                     |                   |                         |                       |                |
| 45 | 20                 | «Two for the Road»                                        | Пол Едвардс    | Елізабет Сарноф                     | Ана-Люсія Кортес  | 3 травня 2006           | невідомо              | 15,56          |
| Джек і Кейт привели в табір Майкла і почули від нього нові відомості про Інакших. Тим часом Ана-Люсія допитувала бранця, а Херлі призначив Ліббі побачення. Ана-Люсія згадувала свою подорож до Австралії.                                                       |                    |                                                           |                |                                     |                   |                         |                       |                |
| 46 | 21                 | «?»                                                       | Деран Сарафян  | Деймон Лінделоф                     | Містер Еко        | 10 травня 2006          | невідомо              | 16,35          |
| Містер Еко і Джон виявили під уламками літака наркоторговців ще один бункер. Уцілілим відкрилася трагедія, що сталася в першому бункері. Містер Еко згадував диво, свідком якого став в минулому.                                                                |                    |                                                           |                |                                     |                   |                         |                       |                |
| 47 | 22                 | «Three Minutes»                                           | Стівен Вільямс | Адам Хоровіц                        | Майкл Доусон      | 17 травня 2006          | невідомо              | 14,67          |
| Майкл наполіг, щоб разом з ним на пошуки Волта висунулося лише кілька відібраних ним уцілілих. Саїд запідозрив Майкла в зраді. Майкл згадував дні, проведені в полоні у Інакших.                                                                                 |                    |                                                           |                |                                     |                   |                         |                       |                |
| 48—49 | 23—24              | «Live Together, Die Alone»                                | Джек Бендер    | Деймон Лінделоф                     | Дезмонд Г'юм      | 24 травня 2006          | невідомо              | 17,84          |
| Саїд запропонував Джеку план, згідно з яким він повинен був першим дістатися до стоянки Інакших. Між містером Еко і Джоном розгорівся конфлікт щодо призначення бункера. Дезмонд згадував своє минуле, і в тому числі безуспішну спробу вибратися з острова.     |                    |                                                           |                |                                     |                   |                         |                       |                |

## Реліз на домашніх медіа-носіях
5 вересня 2006 року, за місяць до прем'єри третього сезону, був «Lost: The Complete Second Season» (укр. «Загублені: Другий сезон») на семи широкоформатних DVD для Регіону 1. Комплект має усі серії, що транслювалися, коментарі до серії, вирізані сцени, флешбеки та кіноляпи, а також діаграму взаємозв'язку між різними персонажами серіалу. Для британського релізу був спочатку поділений на дві частини (по чотири широкоформатних DVD): 17 липня 2006 року та 2 жовтня 2006 року. Реліз для Регіону 4 відбувся 4 жовтня 2006 року.
Сезон також вийшов 16 червня 2009 на Blu-ray Disc.
| Lost: The Complete Second Season — The Extended Experience | | | | | |
| Деталі | Деталі | Деталі | Додатково | Додатково | Додатково |
| - 23 серії1 - 7 DVD - 1.78:1 співвідношення сторін - Субтитри: англійська - Англійська (Dolby Digital 5.1 Surround) — DVD - Англійська (DTS-HD Master Audio 5.1 Surround) — Blu-ray | - 23 серії1 - 7 DVD - 1.78:1 співвідношення сторін - Субтитри: англійська - Англійська (Dolby Digital 5.1 Surround) — DVD - Англійська (DTS-HD Master Audio 5.1 Surround) — Blu-ray | - 23 серії1 - 7 DVD - 1.78:1 співвідношення сторін - Субтитри: англійська - Англійська (Dolby Digital 5.1 Surround) — DVD - Англійська (DTS-HD Master Audio 5.1 Surround) — Blu-ray | - Аудіокоментарі - «Man of Science, Man of Faith» (Лінделоф, К'юз, Берк, Бендер) - «What Kate Did» (Паул Едвардс, Майкл Бонвілліан, Еванджелін Ліллі - «The 23rd Psalm» (Деймон Лінделоф, Карлтон К'юз, Bryan Burk) - «The Whole Truth» (Елізабет Сарнофф, Крістіна Кім, Юнджин Кім, Деніел Де Кім) - «Dave» (Джек Бендер, Жорж Гарсіа, Цинтія Ватрос - Фаза 1: Спостереження - Вогонь + Вода: Анатомія епізоду - Загублені: Місцезнаходження - Світ, за словами Соєра - Фаза 2: Обробка - Флешбеки «Загублених» - Покинуті - Батько Локка - Видалені сцени - Кіноляпи - Фаза 3: Узагальнення - Взаємозв'язки «Загублених» - Таємниці, теорії та заговори - Секрети «люка» | - Аудіокоментарі - «Man of Science, Man of Faith» (Лінделоф, К'юз, Берк, Бендер) - «What Kate Did» (Паул Едвардс, Майкл Бонвілліан, Еванджелін Ліллі - «The 23rd Psalm» (Деймон Лінделоф, Карлтон К'юз, Bryan Burk) - «The Whole Truth» (Елізабет Сарнофф, Крістіна Кім, Юнджин Кім, Деніел Де Кім) - «Dave» (Джек Бендер, Жорж Гарсіа, Цинтія Ватрос - Фаза 1: Спостереження - Вогонь + Вода: Анатомія епізоду - Загублені: Місцезнаходження - Світ, за словами Соєра - Фаза 2: Обробка - Флешбеки «Загублених» - Покинуті - Батько Локка - Видалені сцени - Кіноляпи - Фаза 3: Узагальнення - Взаємозв'язки «Загублених» - Таємниці, теорії та заговори - Секрети «люка» | - Аудіокоментарі - «Man of Science, Man of Faith» (Лінделоф, К'юз, Берк, Бендер) - «What Kate Did» (Паул Едвардс, Майкл Бонвілліан, Еванджелін Ліллі - «The 23rd Psalm» (Деймон Лінделоф, Карлтон К'юз, Bryan Burk) - «The Whole Truth» (Елізабет Сарнофф, Крістіна Кім, Юнджин Кім, Деніел Де Кім) - «Dave» (Джек Бендер, Жорж Гарсіа, Цинтія Ватрос - Фаза 1: Спостереження - Вогонь + Вода: Анатомія епізоду - Загублені: Місцезнаходження - Світ, за словами Соєра - Фаза 2: Обробка - Флешбеки «Загублених» - Покинуті - Батько Локка - Видалені сцени - Кіноляпи - Фаза 3: Узагальнення - Взаємозв'язки «Загублених» - Таємниці, теорії та заговори - Секрети «люка» |
| Дата виходу | | | | | |
| США Канада | Австралія | Японія | Велика Британія | Велика Британія | Велика Британія |
| США Канада | Австралія | Японія | Частина 1 | Частина 2 | Повністю |
| 5 вересня 2006 | 4 жовтня 2006 | 21 березня 2007 | 17 липня 2006 | 2 жовтня 2006 | 4 жовтня 2006 |

### Виноски
1. ↑  Fordis, Jeff (22 січня 2007). The Life of One of „The Others“ Rests in Jack’s Hands, on the Return of ABC’s Lost. ABC Medianet. Архів оригіналу за 27 вересня 2007. Процитовано 16 квітня 2018.(англ.)
2. ↑  Aurthur, Kate (25 травня 2006). Dickens, Challah and That Mysterious Island. The New York Times. Архів оригіналу за 11 грудня 2008. Процитовано 9 вересня 2007.(англ.)
3. ↑  Lost: The Complete Second Season. Amazon.com. Архів оригіналу за 26 січня 2021. Процитовано 22 вересня 2007.(англ.)
4. ↑  Producers. ABC Medianet. Архів оригіналу за 17 листопада 2008. Процитовано 11 квітня 2018.(англ.)
5. ↑  Bain, Emily (20 жовтня 2004). Viewers Get 'Lost' in Popular New ABC Show. The Tufts Daily. Архів оригіналу за 26 вересня 2013. Процитовано 9 вересня 2007.(англ.)
6. ↑  Деймон Лінделоф (сценарист), Карлтон К'юз (сценарист), Джек Бендер (режисер) (25 травня 2005). Exodus. Загублені. Сезон 1. Епізод 25. ABC.
7. ↑  Ausiello, Michael (3 травня 2006). Why Did Lost Kill Ana Lucia? Lindelof/Cuse Tell All!. TV Guide. Архів оригіналу за 22 січня 2009. Процитовано 19 жовтня 2007.(англ.)
8. ↑  Twair, Pat McDonnell (квітень 2005). ABC-TV's Hit Series, Lost, Features Sayid, a Sensitive, Appealing Iraqi. Washington Report on Middle Eastern Affairs. Архів оригіналу за 23 квітня 2019. Процитовано 9 вересня 2007.(англ.)
9. ↑  Garcia, Jorge (березень 2006). We Want Answers!. Maxim. Архів оригіналу за 15 лютого 2008. Процитовано 19 жовтня 2009.(англ.)
10. ↑  Ausiello, Michael (11 травня 2006). Why Lost Killed Libby. TV Guide. Архів оригіналу за 25 січня 2009. Процитовано 30 серпня 2007.(англ.)
11. ↑  Green, Graeme (30 серпня 2006). 60 Seconds: Adewale Akinnuoye-Agbaje. Metro. Архів оригіналу за 16 серпня 2011. Процитовано 19 жовтня 2007.(англ.)
12. ↑  Claire Littleton. ABC. Архів оригіналу за 24 січня 2010. Процитовано 9 вересня 2007.(англ.)
13. ↑  Keck, William (24 травня 2006). A Father and Child Reunion?. USA Today. Архів оригіналу за 12 серпня 2007. Процитовано 19 жовтня 2007.(англ.)
14. ↑  Lost. Emmys.com. Архів оригіналу за 28 вересня 2012. Процитовано 7 червня 2012.(англ.)
15. ↑  63rd Golden Globe Awards Nominations. Hollywood Foreign Press Association. 13 грудня 2005. Архів оригіналу за 27 травня 2012. Процитовано 24 червня 2012.(англ.)
16. ↑  63rd Golden Globe Awards Winners. Hollywood Foreign Press Association. 16 січня 2006. Архів оригіналу за 15 квітня 2012. Процитовано 23 червня 2012.(англ.)
17. ↑  Arnold, Thomas K. (14 вересня 2007). 'Lost 2' Finds Way to Top of DVD Sales. The Hollywood Reporter. Архів оригіналу за 5 вересня 2010. Процитовано 7 жовтня 2007.
18. ↑  Dahl, Oscar (14 вересня 2006). Lost Season 2 DVD Tops Charts. BuddyTV. Архів оригіналу за 13 листопада 2006. Процитовано 7 жовтня 2007.(англ.)
19. ↑  Wilkes, Neil (23 вересня 2005). US Ratings: Lost Premiere Draws 23 Million. Digital Spy. Архів оригіналу за 11 жовтня 2007. Процитовано 6 жовтня 2007.(англ.)
20. ↑  2005–06 Primetime Wrap. The Hollywood Reporter. 26 травня 2006. Архів оригіналу за 24 січня 2009. Процитовано 6 жовтня 2007.(англ.)
21. ↑  Weekly Program Rankings. ABC Medianet. 27 вересня 2005. Архів оригіналу за 28 травня 2010. Процитовано 29 липня 2008.
22. ↑  Weekly Program Rankings. ABC Medianet. 4 жовтня 2005. Архів оригіналу за 28 травня 2010. Процитовано 29 липня 2008.
23. ↑  Weekly Program Rankings. ABC Medianet. 11 жовтня 2005. Архів оригіналу за 11 березня 2015. Процитовано 29 липня 2008.
24. ↑  Weekly Program Rankings. ABC Medianet. 18 жовтня 2005. Архів оригіналу за 15 серпня 2010. Процитовано 29 липня 2008.
25. ↑  Weekly Program Rankings. ABC Medianet. 25 жовтня 2005. Архів оригіналу за 28 травня 2010. Процитовано 29 липня 2008.
26. ↑  Weekly Program Rankings. ABC Medianet. 15 листопада 2005. Архів оригіналу за 15 серпня 2010. Процитовано 29 липня 2008.
27. ↑  Weekly Program Rankings. ABC Medianet. 22 листопада 2005. Архів оригіналу за 11 березня 2015. Процитовано 29 липня 2008.
28. ↑  Weekly Program Rankings. ABC Medianet. 29 листопада 2005. Архів оригіналу за 11 березня 2015. Процитовано 29 липня 2008.
29. ↑  Weekly Program Rankings. ABC Medianet. 6 грудня 2005. Архів оригіналу за 11 березня 2015. Процитовано 29 липня 2008.
30. ↑  Weekly Program Rankings. ABC Medianet. 18 січня 2006. Архів оригіналу за 11 березня 2015. Процитовано 29 липня 2008.
31. ↑  Weekly Program Rankings. ABC Medianet. 24 січня 2006. Архів оригіналу за 11 березня 2015. Процитовано 29 липня 2008.
32. ↑  Weekly Program Rankings. ABC Medianet. 31 січня 2006. Архів оригіналу за 11 березня 2015. Процитовано 29 липня 2008.
33. ↑  Weekly Program Rankings. ABC Medianet. 14 лютого 2006. Архів оригіналу за 28 травня 2010. Процитовано 29 липня 2008.
34. ↑  Weekly Program Rankings. ABC Medianet. 22 лютого 2006. Архів оригіналу за 11 березня 2015. Процитовано 29 липня 2008.
35. ↑  Weekly Program Rankings. ABC Medianet. 7 березня 2006. Архів оригіналу за серпня 15, 2010. Процитовано 29 липня 2008.
36. ↑  Weekly Program Rankings. ABC Medianet. 28 березня 2006. Архів оригіналу за 11 березня 2015. Процитовано 29 липня 2008.
37. ↑  Weekly Program Rankings. ABC Medianet. 4 квітня 2006. Архів оригіналу за 11 березня 2015. Процитовано 29 липня 2008.
38. ↑  Weekly Program Rankings. ABC Medianet. 11 квітня 2006. Архів оригіналу за серпня 15, 2010. Процитовано 29 липня 2008.
39. ↑  Weekly Program Rankings. ABC Medianet. 18 квітня 2006. Архів оригіналу за серпня 15, 2010. Процитовано 29 липня 2008.
40. ↑  Weekly Program Rankings. ABC Medianet. 9 травня 2006. Архів оригіналу за 28 травня 2010. Процитовано 29 липня 2008.
41. ↑  Weekly Program Rankings. ABC Medianet. 16 травня 2006. Архів оригіналу за 28 травня 2010. Процитовано 29 липня 2008.
42. ↑  Weekly Program Rankings. ABC Medianet. 23 травня 2006. Архів оригіналу за 11 березня 2015. Процитовано 29 липня 2008.
43. ↑  Weekly Program Rankings. ABC Medianet. 31 травня 2006. Архів оригіналу за 28 травня 2010. Процитовано 29 липня 2008.
44. ↑  Lost - The Complete Second Season. DVD Talk. 28 серпня 2006. Архів оригіналу за 20 жовтня 2012. Процитовано 24 червня 2012.
45. ↑  Lambert, David (26 травня 2009). ABC/Disney Found a Lost Press Release for the Season 1 & Season 2 Blu-rays. TVShowsOnDVD. Архів оригіналу за 15 червня 2012. Процитовано 8 червня 2012.